# 植原悦二郎
植原悦二郎（日语：植原 悦二郎/うえはら えつじろう，1877年5月15日—1962年12月2日），日本的政治家，曾担任國務大臣、內務大臣。